# Río Esmeraldas
Der Río Esmeraldas (spanisch für „smaragdfarbener Fluss“) ist ein 86 km langer Fluss, der in der nach ihm benannten Provinz Esmeraldas im Nordwesten Ecuadors fließt.

## Verlauf und Zuflüsse
Der Río Esmeraldas entsteht in den Westausläufern der ecuadorianischen Anden durch den Zusammenfluss von Río Blanco und Río Guayllabamba; letzterer ist sein längerer und wasserreichere Quellfluss, der sowohl von der Schneeschmelze als auch vom Eisgang der Gletscher gespeist wird. Der Rio Esmeraldas mündet bei der Stadt Esmeraldas in den Pazifischen Ozean.
Größere Zuflüsse des Río Esmeraldas sind Río Canandé und Río Sade von rechts sowie Río Viche und Río Tiaone von links.

## Schiffbarkeit, Abfluss und Einzugsgebiet
Von seiner Mündung in den Pazifik bis zum Zusammenfluss mit dem Río Guayllabamba ist der Río Esmeraldas schiffbar. Sein mittlerer Abfluss beträgt an der Mündung etwa 680 m³/s, womit er einer der wasserreichsten Flüsse Ecuadors ist. Sein Einzugsgebiet umfasst eine Fläche von 21.418 km².

## Fischfauna
Zur Fischfauna des Río Esmeraldas gehört u. a. der Goldsaumbuntbarsch (Andinoacara rivulatus).

## Geschichte
Die Gegend ist besiedelt, seit der anatomisch moderne Mensch Südamerika vor über 10.000 Jahren erreichte. Zwischen 500 v. Chr. und 400 n. Chr. ist in dem Gebiet die Tolita-Kultur fassbar. Mitte des 15. Jahrhunderts drangen die Inka über Quito an den Oberlauf vor. 1526 erreichte Bartolomé Ruiz im Auftrag Francisco Pizarros als erster Europäer die Region auf dem Seeweg. Hier ging Pizarro 1531 an Land, als er auf seiner dritten Expedition das Inkareich eroberte. Charles Marie de La Condamine erreichte den Rio Esmeraldas 1735 auf dem Landweg über die Anden und segelte ihn von Quito aus talwärts und im Folgejahr weiter an der Pazifikküste entlang bis Peru.
1998 brach in Esmeraldas eine Ölpipeline und entzündete sich. Die Auswirkungen auf das Mündungsgebiet waren katastrophal und vernichteten 80 % der Mangrovensümpfe.

## Heute
Das dichtbesiedelte Mündungsgebiet stellt sich heute als ein modernes großstädtisches Zentrum mit Industrie, Häfen und vielfältigen Touristikangeboten dar.